# Français du Cambodge

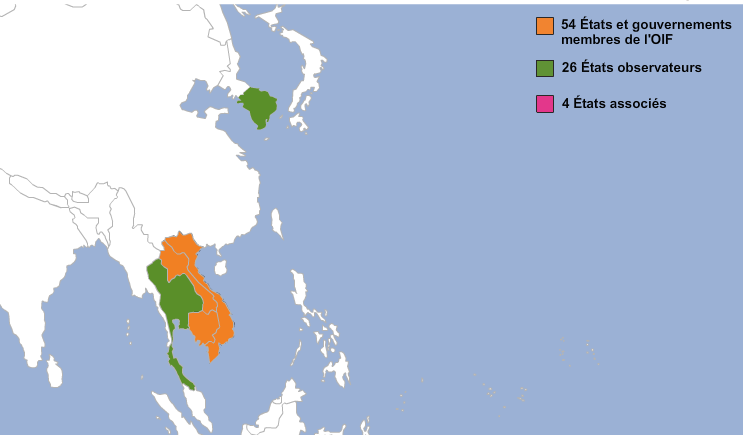
Membres de l'Organisation internationale de la francophonie (OIF) en Asie du Sud-Est et de l'Est.

Le Cambodge est la plus petite des trois communautés francophones d'Asie du Sud-Est, les deux autres étant le Viêt Nam et le Laos. De toutes les nations francophones d'Asie, c'est au Cambodge que le français a le plus reculé. En 2014, le français est parlé par 423 000 personnes en tant que langue étrangère, soit 3 % de la population du pays, et par seulement 873 personnes en tant que langue maternelle selon le recensement du pays en 2008.